# Ла Мелара (Болоња)
Ла Мелара (итал. La Melara) је насеље у Италији у округу Болоња, региону Емилија-Ромања.
Према процени из 2011. у насељу је живело 34 становника. Насеље се налази на надморској висини од 14 м.